# Amt Langballig
Amt Langballig – związek gmin w Niemczech w kraju związkowym Szlezwik-Holsztyn, w powiecie Schleswig-Flensburg. Siedziba związku znajduje się w miejscowości Langballig.
W skład związku wchodzi siedem gmin:
1. Dollerup
2. Grundhof
3. Langballig
4. Munkbrarup
5. Ringsberg
6. Wees
7. Westerholz

## Współpraca
- Malchow, Meklemburgia-Pomorze Przednie
- Ruciane-Nida, Polska[2]